# Areal
Areal é um município brasileiro localizado na região Centro-Sul Fluminense, no estado do Rio de Janeiro. Localiza-se a uma latitude 22º13'50" Nordeste e a uma longitude 43º06'20" Norte, estando a uma altitude de 444 metros.
Sua população, conforme estimativas do IBGE de 2022, era de 11 828 habitantes, e sua área territorial é de 110,919 km².

## História
Com o declínio do Ciclo do Ouro em Minas Gerais, os exploradores e colonizadores tentaram encontrar novas atividades econômicas para sua expansão e localização.
Em 10 de Abril de 1992, Areal se torna município.

## Administração pública

### Poder Executivo
O atual prefeito de Areal é Gutinho Bernardes, que foi eleito em 15 de novembro de 2020 pelo partido Rede, com 47,93% dos votos válidos. É ex-vereador da cidade e tem ensino superior incompleto. Seu patrimônio declarado é de R$ 44.324,00.

### Poder Legislativo
| Nome                         | Partido        | Inicio do mandato      | Fim do mandato         | Anotações        |
| ---------------------------- | -------------- | ---------------------- | ---------------------- | ---------------- |
| Gilvan Louzada Torrão        | PSDB           | 1º de janeiro de 1999  | 31 de dezembro de 2000 | Primeiro mandato |
| José Tardelli Sobrinho       | PTB            | 1º de janeiro de 2001  | 12 de setembro de 2002 | Primeiro mandato |
| José Orestes Gonçalves Diniz | PTB            | 13 de setembro de 2002 | 31 de dezembro de 2002 | Primeiro mandato |
| José Orestes Gonçalves Diniz | PTB            | 1º de janeiro de 2003  | 31 de dezembro de 2004 | Segundo mandato  |
| Ione da Silva Oliveira       | PP             | 1º de janeiro de 2007  | 31 de dezembro de 2008 | Primeiro mandato |
| José Orestes Gonçalves Diniz | PRB            | 1º de janeiro de 2009  | 31 de dezembro de 2010 | Terceiro mandato |
| José Adilson Soares          | PP             | 1º de janeiro de 2011  | 31 de dezembro de 2012 | Primeiro mandato |
| Maria José Gomes de Souza    | PR             | 1º de janeiro de 2013  | 31 de dezembro de 2014 | Primeiro mandato |
| Álvaro Lima de Freitas       | PP             | 1º de janeiro de 2015  | 31 de dezembro de 2016 | Primeiro mandato |
| Marcelo Pipa da Costa        | Soliedariedade | 1º de janeiro de 2017  | 31 de dezembro de 2018 | Primeiro mandato |
| Denilson da Silva            | PTB            | 1º de janeiro de 2019  | 31 de dezembro de 2020 | Primeiro mandato |
| Samuel Sanseverino Soares    | PDT            | 1º de janeiro de 2020  | 31 de dezembro de 2021 | Primeiro mandato |

## Infraestrutura e serviços

### Eletricidade
A Quanta Geração possui uma PCH (Pequena Central Hidrelétrica) na cidade de Areal, que utiliza o curso d'água do rio Piabanha para gerar energia elétrica. A PCH Areal tem uma potência instalada de 3,5 MW e faz parte do portfólio de 10 PCHs da empresa espalhadas pelos estados do RJ, SP e MG.
A ENEL distribui energia para os consumidores da cidade de Areal, que faz parte da área de concessão da empresa no estado do Rio de Janeiro. A ENEL possui uma rede de lojas para atender os clientes, sendo uma delas situada na cidade de Areal.

### Transporte coletivo
A Viação Águia Branca faz a ligação entre Areal e o Rio de Janeiro em linha rodoviária direta, partindo de Areal às segundas-feiras às 05h00, com retorno da capital à Areal às sextas-feiras no horário de 18:15.
A Viação Progresso faz a ligação entre Areal e os municípios de Três Rios, Petrópolis, São José do Vale do Rio Preto e os distritos da Posse, Pedro do Rio, Itaipava e Cascatinha (ambos em Petrópolis) e Bemposta (Três Rios).
A linha intermunicipal de maior demanda de horários é a linha "Três Rios x Posse" que também faz embarque e desembarque de passageiros em Areal.
O transporte ferroviário foi operado entre 1886 e 1963, primeiramente pela Estrada de Ferro Príncipe do Grão Pará e posteriormente pela Estrada de Ferro Leopoldina, a qual dispunha de duas linhas férreas (Linha do Norte e Ramal de São José do Rio Preto), atualmente extintas na região. Possui duas antigas estações ferroviárias, hoje sendo apenas pontos turísticos.